# 2-Metil-enoil-razranatog-lanca-KoA reduktaza
2-Metil-enoil-razranatog-lanca-KoA reduktaza (EC 1.3.1.52, reduktaza 2-metil-enoila-razranatog-lanca-KoA) je enzim sa sistematskim imenom 2-metil-razgranati-lanac-acil-KoA:NAD+ 2-oksidoreduktaza. Ovaj enzim katalizuje sledeću hemijsku reakciju
2-metilbutanoil-KoA + + {\displaystyle \rightleftharpoons } 2-metilkrotonoil-KoA + NADH + H+
Ovaj enzim je flavoprotein (FAD) iz Ascaris suum. Reakcija se odvija samo u prisustvu drugih flavoproteina (elektron-transfer flavoproteina).

## Literatura
- Nicholas C. Price; Lewis Stevens (1999). Fundamentals of Enzymology: The Cell and Molecular Biology of Catalytic Proteins (Third изд.). USA: Oxford University Press. ISBN 019850229X.
- Eric J. Toone (2006). Advances in Enzymology and Related Areas of Molecular Biology, Protein Evolution (Volume 75 изд.). Wiley-Interscience. ISBN 0471205036.
- Branden C; Tooze J. Introduction to Protein Structure. New York, NY: Garland Publishing. ISBN 0-8153-2305-0.
- Irwin H. Segel. Enzyme Kinetics: Behavior and Analysis of Rapid Equilibrium and Steady-State Enzyme Systems (Book 44 изд.). Wiley Classics Library. ISBN 0471303097.
- William P. Jencks (1987). Catalysis in Chemistry and Enzymology. Dover Publications. ISBN 0486654605.

## Spoljašnje veze
- 2-methyl-branched-chain-enoyl-CoA+reductase на 